# Нафикова, Сарвар Нафиковна
Сарвар Нафиковна Нафикова (тат. Сәрвәр Нәфыйк кызы Нәфыйкыва; 1925 - 2012) — советская работница сельского хозяйства, механизатор, Герой Социалистического Труда.

## Биография
Родилась 6 сентября 1925 года в селе Норма Балтасинского района Татарской АССР. В двенадцатилетнем возрасте, после смерти своей матери, пришлось идти работать в колхоз имени Тимирязева.
Когда Сарвар окончила неполную среднюю школу, то решила поступать на четырёхмесячные курсы трактористов. В 1941 году она стала обучаться этой мужской профессии и в годы Великой Отечественной войны уже была трактористкой. После войны она окончила курсы, где обучали автогенной сварке, и затем до 1949 года работала сварщицей. Затем снова были курсы для работы на пропашных тракторах ДТ-54 и до 1956 года она трудилась на полях родного села Норма. Позже Сарвар Нафиковна переехала в колхоз «Правда» Балтасинского района, где работала кузнецом и потом вновь — трактористкой (по 1982 год). Причём звание Героя Социалистического Труда получила будучи кузнецом. Была депутатом сельского и районного совета.
Выйдя на пенсию, Нафикова занималась общественной деятельностью, жила в селе Нижняя Сосна Балтасинского района.
Скончалась 4 сентября 2012 года.

## Награды
- 19 апреля 1967 года С. Н. Нафиковой было присвоено звание Героя Социалистического Труда с вручением ордена Ленина (за высокие производственные достижения в сельхозпроизводстве).
- Также была награждена медалями.